# Зёммерда
Зёммерда (нем. Sömmerda) — город в Германии, районный центр, расположен в земле Тюрингия на берегу реки Унструт. 
Входит в состав района Зёммерда.  Население составляет 19 862 человека (на 31 декабря 2010 года). Занимает площадь 80,70 км². Официальный код  —  16 0 68 051.
Город подразделяется на 8 городских районов.

## История
Люди живут в районе города с древнейших времен. В окрестностях города найдены богатые погребения бронзового века, относящиеся к Унетицкой культуре. 
Расцвет маленького городка связан с именем Дрейзе, оружейного мастера изобретателя игольчатой системы огнестрельного оружия. Получив заказ от прусского правительства Дрейзе построил в городе завод, постепенно разросшийся в крупнейшее оружейное предприятие в Европе.   Дрейзе постоянно занимался расширением производства, что благоприятно отражалось и на социальном развитии города. Так, например, в 1847 году в Зёммерда была открыта городская сберегательная касса. В 1820 году население города насчитывало только 1900 жителей, проживавших в 439 домах, а в 1851 году их число выросло соответственно до 4528 и 667. Революция 1848 года не затронула Зёммерда и предприятия Дрейзе. Большинство горожан были связаны с оружейным производством, получали неплохое жалованье и поэтому оставались законопослушными гражданами, преданными королю. Местные жители организовали отряд самообороны, вооружённый игольчатыми ружьями Дрейзе, и не допустили революционеров к оружейным арсеналам. К моменту смерти Дрейзе (1867 г.) оружейная фабрика имела годовой оборот 300 000 талеров, и на ней было занято 1397 работников. На протяжении трёх десятилетий она обеспечивала вооружением не только прусскую армию, но и более десятка армий других государств. Предприятие Дрейзе стало основой будущего концерна «Рейнметалл». В 1909 году здесь был установлен памятник Дрейзе.
Филиал «Рейнметалла» в Зёммерда, чей персонал после 1918 года из-за отсутствия военных заказов сократился до 1500 человек, решил попробовать свои силы и в совершенно другой области, далекой от оружейного бизнеса – производстве оргтехники. Созданные на фирме механические и электрические пишущие машинки, а также разнообразные арифмометры – ручные, полуавтоматические и автоматические оказались чрезвычайно удачными и производились без существенных изменений до 1960-х годов - до тех пор, пока их не вытеснила компьютерная техника. Именно в Зёммерда первыми создали счётную машину на перфокартах.
Во Вторую мировую войну в городе находился концентрационный лагерь для военнопленных, один из филиалов лагеря Бухенвальд.
В период ГДР в городе находился завод «Роботрон» (VEB Robotron-Büromaschinenwerk „Ernst Thälmann“), выпускавший электронные печатные машины и первые персональные компьютеры. С образованием единой Германии завод неоднократно менял собственников, пока не стал одной из производственных площадок Fujitsu Technology Solutions

## Промышленность
В городе расположена одна из фабрик Fujitsu Technology Solutions (бывш. Fujitsu Siemens Computers).